# هشيش مائي
هشيش مائي (الاسم العلمي:Psathyrella aquatica) هو نوع من الفطريات يتبع جنس الهشيش من الفصيلة الهشيشية.